# 布里奇敦 (密西西比州)
布里奇敦（英語：Bridgetown）是位於美國密西西比州德索托縣的普查規定居民點。

## 人口
根據2020年美國人口普查的數據，布里奇敦的面積為5.89平方千米，當中陸地面積為5.62平方千米，而水域面積為0.27平方千米。當地共有人口2281人，而人口密度為每平方千米387.27人。